# Cupid Carries a Gun
Cupid Carries a Gun est une chanson du groupe américain Marilyn Manson issue de l'album The Pale Emperor et publiée comme single en janvier 2015. 
Les paroles pour Cupid Carries a Gun ont été les premières écrites par Manson pour The Pale Emperor, bien que ce soit le dernier titre enregistré pour l’album.

## Sortie et Illustration
Un morceau du titre de 51 secondes de durée a été premièrement entendu comme un thème pour Salem, qui a débuté sur la télévision américaine le 27 avril 2014. La chanson a marqué le début de Manson en tant que compositeur de la musique pour les films. Dans la promotion de la sortie de Pale Emperor, le titre est sorti comme le troisième single de l'album sur les services de streaming comme Spotify et Rhapsody, et aussi pour le téléchargement sur iTunes et Amazon le 7 janvier 2015. Le même jour, une vidéo contenant un extrait audio de "Cupid Carries a Gun" a été téléchargée sur la chaîne officielle de Manson Vevo. Là, elle a fini par obtenir plus d'un million de vues. L'illustration du single a été réalisée par le photographe Nicholas Cope, et inspirée par la toile Faust in seiner Studierstude d'Ary Scheffer.